# Italia 1
Az Italia 1 olasz kereskedelmi televízió, amely a Mediaset tulajdonában van. Műsora főként filmekből, sorozatokból és sportközvetítésekből áll. Olaszországban analóg és digitális földi sugárzású rendszerben egyaránt elérhető. Digitális formában a Hot Bird műholdról – néhány filmet és a sportközvetítéseket kivéve – Magyarországon is kódoltan vehető.